# Докучаев, Николай Васильевич
Николай Васильевич Докуча́ев (1891, Москва — 2 июня 1944, Москва) — советский архитектор, градостроитель и преподаватель, архитектурный критик, один из теоретиков и пропагандистов рационализма.

## Биография
Родился в 1891 году в Москве. В 1916 году окончил Московское училище живописи, ваяния и зодчества, в 1917 году — Высшее художественное училище при Императорской Академии художеств, получив звание архитектора-художника. В 1918—1920 годах работал сначала подмастерьем, затем мастером в Архитектурной мастерской Моссовета под руководством академиков А. В. Щусева и И. В. Жолтовского. В 1919 году состоял в Скульптурной артели Б. Д. Королёва, где осваивал приёмы скульптурного кубизма. В 1918—1924 годах под руководством Щусева разрабатывал план реконструкции Москвы «Новая Москва»; проектировал Замоскворецкий район города. С начала 1920-х годов — профессор архитектурного факультета ВХУТЕМАСа (затем ВХУТЕИНа), руководитель архитектурной мастерской. Стал одним из авторов новой концепции преподавания дисциплины «Основы искусства архитектуры», заложившей основу нового методического подхода обучения архитекторов. В 1923 году возглавил группу преподавателей и студентов ВХУТЕМАСа, участвовавшую в сооружении показательных домов «Новой деревни» на Всероссийской сельскохозяйственной и кустарно-промышленной выставке в Москве.
В 1923 году Н. В. Докучаев стал одним из учредителей творческого объединения архитекторов-рационалистов АСНОВА (Ассоциация новых архитекторов), которое возглавил Н. А. Ладовский. По оценке исследователей архитектуры советского авангарда С. О. Хан-Магомедова и В. Э. Хазановой, Докучаеву принадлежит роль основного пропагандиста идей рационализма, рождавшихся в АСНОВА при его непосредственном участии. Во второй половине 1920-х годов Докучаев вступил в открытую полемику со сторонниками конструктивизма (члены ОСА, прежде всего М. Я. Гинзбург); опубликовал серию статей, в которых разъяснял творческую концепцию формообразования архитекторов-рационалистов и пропагандировал психоаналитический метод Н. А. Ладовского.
После роспуска в 1932 году всех творческих объединений Н. В. Докучаев вступил в Союз советских архитекторов. В 1932—1933 годах работал в Архитектурно-планировочном управлении (АПУ) Моссовета. Позднее целиком сосредоточился на преподавательской работе в Московском архитектурном институте, профессором которого оставался до конца жизни.
Жил в Москве по адресам: Большой Спасоболвановский переулок, 11, кв. 1 (1920-е — начало 1930-х); Зубовский бульвар, 20 (конец 1930-х). Умер 2 июня 1944 года. Похоронен в Москве на Новодевичьем кладбище.